# Liste der Nummer-eins-Hits in den Rhythmic Airplay Charts (2013)
Dies ist eine Liste der Nummer-eins-Hits in den Rhythmic Airplay Charts im Jahr 2013.

## Singles
| ← 2012 ← | Liste der Nummer-eins-Hits in den Rhythmic Airplay Charts | Liste der Nummer-eins-Hits in den Rhythmic Airplay Charts | Liste der Nummer-eins-Hits in den Rhythmic Airplay Charts | 2014 →                    |
| \| Zeitraum \| Wo. ges. \| Interpret \| Titel Autor(en) \| Zusätzliche Informationen \| \| (Zeitraum, Wochen auf Platz eins, Interpret, Titel, Autor[en], zusätzliche Informationen) \| \| \| \| \| \| ----------------------------------------------------------------------------------------- \| -------- \| ---------------------------------------- \| ------------------------- \| ------------------------- \| \| 1. Dezember 2012 – 8. Februar 2013 10 Wochen (insgesamt 10) \| 10 \| Rihanna \| Diamonds \| – \| \| 9. Februar 2013 – 15. Februar 2013 1 Woche (insgesamt 1) \| 1 \| Bruno Mars \| Locked Out Of Heaven \| – \| \| 16. Februar 2013 – 12. April 2013 8 Wochen (insgesamt 8) \| 8 \| Macklemore & Ryan Lewis feat. Wanz \| Thrift Shop \| – \| \| 13. April 2013 – 26. April 2013 2 Wochen (insgesamt 2) \| 2 \| Justin Timberlake feat. Jay-Z \| Suit & Tie \| – \| \| 27. April 2013 – 17. Mai 2013 3 Wochen (insgesamt 3) \| 3 \| Drake \| Started from the Bottom \| – \| \| 18. Mai 2013 – 28. Juni 2013 6 Wochen (insgesamt 6) \| 6 \| Macklemore & Ryan Lewis feat. Ray Dalton \| Can’t Hold Us \| – \| \| 29. Juni 2013 – 12. Juli 2013 2 Wochen (insgesamt 2) \| 2 \| Justin Timberlake \| Mirrors \| – \| \| 13. Juli 2013 – 20. September 2013 10 Wochen (insgesamt 10) \| 10 \| Robin Thicke feat. T.I. & Pharrell \| Blurred Lines \| – \| \| 21. September 2013 – 4. Oktober 2013 2 Wochen (insgesamt 2) \| 2 \| Jay-Z feat. Justin Timberlake \| Holy Grail \| – \| \| 5. Oktober 2013 – 13. Dezember 2013 10 Wochen (insgesamt 10) \| 10 \| Drake feat. Majid Jordan \| Hold On, We’re Going Home \| – \| \| 14. Dezember 2013 – 7. Februar 2014 8 Wochen (insgesamt 8) \| 8 \| Eminem feat. Rihanna \| The Monster \| – \| |                                                           |                                                           |                                                           |                           |
| ← 2012 |                                                           |                                                           |                                                           | → 2014 →                  |
| Zeitraum | Wo. ges.                                                  | Interpret                                                 | Titel Autor(en)                                           | Zusätzliche Informationen |
| (Zeitraum, Wochen auf Platz eins, Interpret, Titel, Autor[en], zusätzliche Informationen) |                                                           |                                                           |                                                           |                           |
| 1. Dezember 2012 – 8. Februar 2013 10 Wochen (insgesamt 10) | 10                                                        | Rihanna                                                   | Diamonds                                                  | –                         |
| 9. Februar 2013 – 15. Februar 2013 1 Woche (insgesamt 1) | 1                                                         | Bruno Mars                                                | Locked Out Of Heaven                                      | –                         |
| 16. Februar 2013 – 12. April 2013 8 Wochen (insgesamt 8) | 8                                                         | Macklemore & Ryan Lewis feat. Wanz                        | Thrift Shop                                               | –                         |
| 13. April 2013 – 26. April 2013 2 Wochen (insgesamt 2) | 2                                                         | Justin Timberlake feat. Jay-Z                             | Suit & Tie                                                | –                         |
| 27. April 2013 – 17. Mai 2013 3 Wochen (insgesamt 3) | 3                                                         | Drake                                                     | Started from the Bottom                                   | –                         |
| 18. Mai 2013 – 28. Juni 2013 6 Wochen (insgesamt 6) | 6                                                         | Macklemore & Ryan Lewis feat. Ray Dalton                  | Can’t Hold Us                                             | –                         |
| 29. Juni 2013 – 12. Juli 2013 2 Wochen (insgesamt 2) | 2                                                         | Justin Timberlake                                         | Mirrors                                                   | –                         |
| 13. Juli 2013 – 20. September 2013 10 Wochen (insgesamt 10) | 10                                                        | Robin Thicke feat. T.I. & Pharrell                        | Blurred Lines                                             | –                         |
| 21. September 2013 – 4. Oktober 2013 2 Wochen (insgesamt 2) | 2                                                         | Jay-Z feat. Justin Timberlake                             | Holy Grail                                                | –                         |
| 5. Oktober 2013 – 13. Dezember 2013 10 Wochen (insgesamt 10) | 10                                                        | Drake feat. Majid Jordan                                  | Hold On, We’re Going Home                                 | –                         |
| 14. Dezember 2013 – 7. Februar 2014 8 Wochen (insgesamt 8) | 8                                                         | Eminem feat. Rihanna                                      | The Monster                                               | –                         |